# Золота булла (1222)

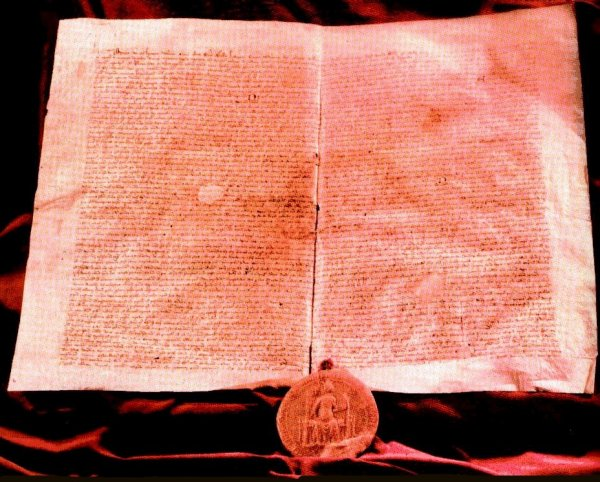
Найстаріший зі збережених примірників Золотої булли

Золота булла 1222 (лат. Bulla Aurea; угор. Aranybulla) — грамота Короля Угорщини і Русі Андрія Хрестоносця. Булла стала одним із перших у європейській історії документів, що обмежують права монарха. Вона закріплювала привілеї шляхти й духовенства: звільнення від податків, право судочинства в комітатах, обмеження військової служби межами володінь короля тощо. Золота булла надавала великій та середній щляхті право повстання проти короля у разі порушення ним Булли.
Назву «Золота булла» остаточно встановлено в середині XIV століття, хоча вживалася вона й у XIII столітті, ще за життя Андрія Хрестоносця, і походила від золотої печатки, прикладеної до початкового тексту хартії. Спочатку ж хартію називали найчастіше просто «декретом» або «декретом короля Андрія», подібно до того, як під ім'ям декретів відомі були й інші, раніші закони угорських королів (Стефана, Владислава, Коломана). Буллу підписано в семи примірниках, кожен з яких передано своєму адресату: Папі, Ордену Тамплієрів, Ордену Госпітальєрів, королю, архієпископам Естергома та Калочі, а також палатину Угорщини.
Золоту буллу часто порівнюють з Великою хартією вольностей, яку 1215 року підписав англійський король Іоанн Безземельний. Низка дослідників вважають, що автори Золотої булли надихалися прикладом Великої хартії вільностей: підставою для такого припущення є той факт, що багато представників нобілітету під час П'ятого хрестового походу зустрічалися з лідерами англійської баронської опозиції (зокрема, з Робертом Фіц-Вотером), які перебували у вигнанні.

## Історія
Після своєї коронації 29 травня 1205 року король Андрій проголосив політику «novæ institutiones» («нові призначення») і урочисто заявив:
|  | Ніщо не може встановити меж щедрості Його Королівської Величності, і найкращою мірою для дарів монарха є незмірність! |

Результатом нової політики стали зубожіння королівської скарбниці та різке скорочення коронних земель. Різко зріс вплив великої шляхти (магнатів), тоді як становище лицарства значно погіршилося. Фінансове становище корони ще більше ускладнилося внаслідок участі короля в П'ятому хрестовому поході, воєн у Галичині та спроб короля Андрія стати імператором Латинської імперії. У пошуках нових джерел доходів найближче оточення короля, на чолі з міністром Діонісом, пішло на низку непопулярних заходів: запровадження надзвичайного військового податку, який почали збирати регулярно, запровадження нових прикордонних та внутрішніх ринкових мит на товари, що продаються. Широко застосовувалися й інші способи підвищення доходів — наприклад, псування монети: в порівнянні з часом Бели III, якість монети до 1222 року погіршилася на 50 %. Діоніс також активно залучав до карбування монети та збору податків іноземних відкупників, крім того, їм передали соляні копальні, що призвело до значного зростання цін на сіль.
Загальне невдоволення ще більше загострилося навесні 1222 року після військової кампанії в Галичині. Рух проти короля очолив його син — принц Бела, навколо якого сформувалася «партія реформи». Вони висунули гасло відновлення «старої свободи» та «законів святого короля Стефана»; крім того, Бела вимагав редукції — повернення до скарбниці захоплених королівськими фаворитами коронних земель. Значна частина королівських лицарів перейшла на бік принца, найбільші магнати почали шукати угоди з Белою.
Король Андрій шукав підтримку в папи, але Гонорій III у цей час був зайнятий боротьбою з імператором Фредеріком II. Лідери місцевого духовенства також відмовилися відкрито ставати на бік короля. Як наслідок, король Андрій вирішив піти на поступки і в травні 1222 року скликав великий з'їзд «усієї великої і дрібної шляхти» (nobiles majores et minores). Однак, на сейм зібралися не лише магнати, а й багато озброєних воїнів, які прибули з усіх комітатів і таким чином утворили грандіозну військову сходку. Настрій присутніх був дуже збуджений. Королю Андрію довелося підписати очікувану від нього буллу.

## Зміст Золотої булли
Золота булла складалася спочатку зі вступу та 31 статті (остання стаття — разом із висновком) і була написана літературною латинською мовою. Редакція хартії належить одному з придворних кліриків — королівському секретареві Клету. Оригінальний текст 1222 року до нас не дійшов. Найдавніша його копія, що збереглася донині, відноситься вже до 1318 року.
Подібно до Великої хартії вольностей, Золота булла зовні виглядала як звичайний королівський маніфест, написаний від імені короля і «з його власної волі». Однак у вступі до основних статей булли є вказівка на «скарги» «знатних людей» і навіть на «великі прикрощі», що виникли між королем та його васалами. Особливо яскраво про політичну обстановку весни 1222 року каже остання, 31 стаття булли:
|  | Якщо ми або будь-хто з наших наступників буде вчиняти всупереч тому, що представлено нами тут, то єпископи, а також інші йобагіони та шляхтяни королівства, разом чи окремо... можуть повставати і протидіяти Нам та Нашим наступникам усіма засобами, причому це не буде вважатися невірністю з їхнього боку. |

Переважна кількість статей Золотої булли стосується захисту прав дрібного лицарства. Принаймні 23 статті з 31 говорять про становище цієї соціальної групи. Активна участь угорського лицарства у повстанні 1222 року становила істотну рису цього руху — на відміну від баронського повстання 1215 року в Англії, в якому лицарі, хоч і брали участь, але їхня роль була явно підпорядкованою.
Першою поступкою короля лицарям було відновлення старого звичаю щорічного скликання королем військових зборів, які колись періодично відбувалися ще в XI і першій половині XII століття, але на початку XIII століття вже вийшли з практики. Наступні дев'ять статей (від 2-ї до 10-ї) закріплюють майнове і особисто-правове становище лицарства, відповідаючи саме на прохання тих, хто скаржилися на насильства й образи, заподіяні їм шляхтою. Король обіцяє, що ні він, ні його наступники не позбавлятимуть волі служивих людей (servientes) і не відніматимуть їхнього майна «на догоду будь-якій могутній людині», крім як у суді та в законному порядку. Про це ж говорить і стаття 28, яка забороняє вельможним людям втручатися в судові процеси та чинити тиск щодо рішення королівського суду. Король обіцяє не стягувати зі servientes ніяких податків. Король (або фактично його чиновники) не можуть вступати в житло або маєтки servientes, крім як на запрошення власника (ст. 3). Servientes мають право вільно розпоряджатися майном. Якщо serviens помре, не залишивши сина, то одна четверта частина його (земельного) майна переходить його дочці; інше він може заповісти за життя, кому забажає. Якщо він не встигне цього зробити, майно померлого одержують найближчі родичі. Якщо родичів не виявиться, спадкоємцем померлого буде король (ст. 4).
Статті 2 і 28 прямо обіцяють служивим людям захист від магнатів (potentes), зокрема від зловживання останніх у судових процесах. Лицарство за Золотою буллою переходило в пряме підпорядкування королю. Стаття 7 регулювала військову службу: король не міг змусити лицарів брати участь у закордонних походах, крім як за особливу винагороду. Брати участь у походах «поза королівством» повинні були лише ті, хто мали комітати або отримували від короля спеціальні похідні гроші.
Стаття 11 забороняла допускати іноземців на королівську службу у верховних державних органах. Стаття 26 забороняла іноземцям мати земельну власність в Угорщині.
Порівняно з англійською Великою хартією вольностей 1215 року, в Золотій буллі привертає увагу відсутність спеціальних статей про права угорських городян. Ця обставина наочно свідчить про слабкість та відсталість тогочасного міста в Угорщині. Городяни в Золотій Булі виступають лише у вигляді іноземців («юдеїв та ізмаелітів»), їхні права обмежуються. Щоправда, деякі статті Золотої булли могли використати й городяни для розвитку їхнього ремесла та торгівлі. Це, наприклад, статті про впорядкування королівської монети, знищення в країні соляної монополії, скорочення та скасування низки непрямих податків тощо. Але прямо про угорських городян Золота булла ніде не згадує.

## Наслідки
Невдовзі після підписання Андраш II спробував ухилитися від виконання нав'язаних йому зобов'язань і знову призначив Діоніса міністром. Папа Гонорій III підтримував короля і погрожував відлученням тим, хто захотів би силою змусити короля до здійснення статей Золотої булли. На кінець 1220-х в Угорщині постала загроза нової міжусобної війни. Новий папа Інокентій IV запропонував Андрашу II підтвердити Золоту буллу, доповнивши її деякими новими статтями. 1231 року видано нову Золоту буллу, що тепер містила вже 35 статей і була санкціонована церквою. Порівняно з текстом Золотої булли 1222 року текст Золотої булли 1231 року ще сильніше виявляє компроміс між шляхтою і лицарством, а вищому духовенству надається ще більша, ніж це було 1222 року, участь у політичному житті.
Формально Золота булла зберігала юридичну силу до кінця Першої світової війни. Проте, 1687 року Леопольд Габсбург підкупами і погрозами змусив Сейм скасувати 31 статтю про право протидії.